# Pianoconcert nr. 1 (Saint-Saëns)
Het Pianoconcert nr. 1 in D majeur, opus 17 is een compositie van de Franse
componist Camille Saint-Saëns geschreven in 1858.
Het pianoconcert bestaat uit drie delen:
1. Andante allegro assai
2. Andante sostenuto quasi adagio
3. Allegro con fuoco

## Geschiedenis
Saint-Saëns schreef zijn eerste pianoconcert in 1858. Het duurde echter tot 1875 voordat het werk werd gepubliceerd. In de jaren 60 van de 19e eeuw voerde Saint-Saëns het werk wél een aantal keer op. In 1920 schreef Saint-Saëns dat hij zijn inspiratie voor het schrijven van dit werk op deed in het bos van Fontainebleau. Het duurde tien jaar voordat Saint-Saëns zich waagde aan zijn tweede pianoconcert.

## Het pianoconcert
Het concert opent met een thema voor de hoorn. Dit thema wordt overgenomen en voltooid door de piano. Hierna opent het hoofdthema voor het concert dat in het tweede en derde deel nog terugkomt. Deze vindt haar hoogtepunt in rake akkoorden van de piano. Op bepaalde momenten lijkt de piano meer het orkest te begeleiden dan te soleren.
Het tweede deel opent sinister. Vijandigheid vormt de kern van het Andante sostenuto quasi adagio. Het eerste thema bestaat uit een dalende passage voor het orkest, waar de piano dit breekt met akkoorden. De piano gaat de boventoon voeren en belandt in een krachtige cadenza. Trillers doen zich op het eind van het tweede deel aan. De harmonie is ondergeschikt aan het decoratieve karakter van de trillers. Dit gebruik van trillers werd door Maurice Ravel later overgenomen in zijn Jeux d'eau uit 1901.
De finale is geschreven in sonatevorm. Met het Allegro con fuoco komt er weer levendigheid in het concert. Het hoofdthema uit het eerste deel keert terug. Het tweede thema uit de finale is aanvankelijk lyrisch van aard, maar verandert in een luide sluiting. De wisselwerking tussen akkoorden van de piano en het orkest gaan gelijk op. Met veel kracht en het thema uit het eerste deel wordt de finale afgesloten.